# 大丸神戸店
大丸神戸店（だいまる こうべみせ）は、神戸市中央区に所在する、大丸松坂屋百貨店（J.フロント リテイリング）が運営する百貨店である。
神戸の中心市街地である三宮・元町地区に位置しており、売上高で神戸阪急（旧神戸そごう）を上回る地域一番店である。2021年3月 - 2022年2月の営業実績では、同社の大丸ブランドの百貨店の中では本店の大丸心斎橋店を抑えて最大の売上高を計上していた。

## 歴史

### 兵庫進出
京都で創業した大丸が、初めて兵庫の地に進出したのは文政2年（1819年）で、当初は宿屋を間借りして大阪店から出張した店員数名が顧客回りをした。のちに、現在の兵庫区鍛冶屋町に兵庫店を構えたが、その時期は不詳である。やはり大阪店の番頭と数名の丁稚が顧客回りをする、今でいう、外商専門店舗のような位置づけであった。古くは兵庫津を中心とした都市であるが、幕末に開港場として開かれたのはそれより東の、当時の神戸村であり、街の中心は東へと移ってゆく。1886年（明治19年）に川崎造船所が操業開始し重厚長大産業が盛んになり、1889年には東海道本線の全線開通と神戸市の市制施行で着実な発展を遂げてゆく。1908年（明治41年）1月に、大丸は組織を株式合資会社に改める。同時に、京都の今出川大宮で西陣織の仕入れを行っていた上之店（）を閉鎖し、松原店に統合した。しかし両店は長らく競争関係にあり、松原店に移ることを希望しなかった従業員は兵庫店に配置転換した。その年の6月15日、元町4丁目の南側の土井漬物店と金翠堂時計店跡の90坪の敷地に兵庫から移転した神戸店開店。木骨コンクリート2階建ての、食料品を扱わない小型店であったが、兵庫県以西で初の百貨店であり、開店式典には服部一三県知事も出席した。大正に入ると、港町神戸は大戦景気の追い風を大きく受けたこともあり、神戸店の売り上げは大きく伸びた。1913年には、それまで出張所の扱いであった神戸店を支店に昇格。1922年と1924年には3階を増築し、寿司や汁粉を提供する小食堂を設けた。1923年ごろには店舗拡張のための用地探しを始める。元町6丁目の、のちに三越神戸支店となる土地の買収交渉も行ったが、1925年に旧居留地の明石町の敷地309坪の所有者である常盤土地株式会社と土地の賃貸借契約を締結。1926年に両社共同の建築委員会を設け、大林組の施工により地下1階・地上7階建て、延床面積1970坪の新店舗を着工。1927年（昭和2年）3月に竣工、同年4月5日にオープンした。その後も周辺の土地を取得して敷地面積800坪あまりとなり、1936年には地下2階・地上7階（一部8階）の新館が完成。延床面積は6400坪（21,120m2）となった。元町の旧店舗は1927年7月に「大丸食堂」としてリニューアルするが、戦時色が濃くなるにつれ食糧不足となり、ニュース映画館にする案もあったが鐘紡に売却され「鐘紡サービスステーション」となった。1938年7月5日、阪神大水害が神戸の街を襲う。大丸では、男性店員らが屋上庭園の植木の土などを使って土嚢を作り浸水を防いだ。

### 戦中・戦後
1940年代に入ると、戦時色はさらに強まる。1940年7月7日に施行された奢侈品等製造販売制限規則による高級品の販売規制、徴用による人手不足の影響を大きく受け、1942年には神戸店6階と別館が供出させられた。売り場の活用に関して、時局産業に貸し出すより自社の事業とした方が有効と考え、三菱造船や川崎航空機、川崎造船所の補修工場などを営んだ。1945年3月17日の神戸大空襲で、周辺は焼け野原になる。そして、8月15日に敗戦を迎えた。終戦時には、神戸店の3階から7階までの東半分に交易営団、7階西半分に商工会議所、地下と4階西半分には川崎航空機の協力工場である大丸木工廠が入っていた。年末には進駐軍より全館接収の要求があり、5～7階が米軍宿舎に徴用された。1946年4月には新館1階から3階までと地下室を進駐軍用売店や宿舎として提供したが、同6月には5～7階が返還され、大丸は本館の4階より上と旧館を使用することとなった。接収は1952年6月末まで続いた。

### 戦後の発展
1952年に、西館の増築が完成。この頃には、開局したてのラジオ神戸で「少年ターザンは行く」を提供し、広告活動を展開した。1953年には神戸市電が大丸前停留所を開設。8月には屋上に電光掲示板を設置し、朝日新聞のニュースを流した。1955年には、戦時中に暗紫色に塗られていた外壁を、市民からの懸賞で選ばれた渋いクリーム色に塗り替えた。この時、屋上に港の見える展望台「ハーバー・ビュー」を設置した。1957年9月に地下に開設された、緑化装飾を施した100円均一売り場は「大丸名物みどりの売場」として親しまれた。
1968年11月11日、全館改装が完成。1階から4階までの、高さ16.5mの立体ショーウィンドウは神戸店の名物となった。1971年10月13日に西館の増築、同月18日には旧日本生命ビル跡に第2期増築が完成。店舗面積は39,072m2となり、大丸6店舗中最大、神戸市内の百貨店の中でも最大規模となった。1977年4月21日、神戸市長田区の新長田駅前ビルに神戸店の分店として新長田店オープン。2フロアの小型店であるが、地域の消費生活に密着した店舗を目指した。1980年3月15日、須磨区の名谷駅前の須磨パティオの核テナントとして、株式会社須磨大丸（1979年6月29日設立）により須磨店オープン。須磨大丸は1980年6月18日に株式会社ダイマルに商号変更。同年10月9日には芦屋駅前に株式会社ダイマルの運営による芦屋店が開店した。
ポートピア'81の開催を控えた1981年3月12日には婦人服売り場のリニューアルが完成。博覧会場内には記念グッズを販売する大丸売店を4か所で開設。異人館通りのうろこの館。ポートピアホテルには「ブティック大丸」を開店。同ホテルや神戸国際交流会館の内装、大阪店と神戸店が共同でコンパニオンの制服デザインも受注した。1982年3月には、関西の百貨店としては初めて屋上にテニスコートを開設した。
三宮を大阪の梅田に匹敵する商業集積地に育成することを目指す市の政策に基づき、さんちかや神戸市営地下鉄西神・山手線の建設、ポートアイランドの造成、そごう神戸店の増床、三宮センター街の都市再開発など官民の事業がすすめられ、1980年代には三宮が神戸の商業の中心となる。それにつれ、大丸のある元町地区は停滞し、1971年に地域2番店に転落して以来、そごうとの売上格差も開いて行った。1986年1月、大丸取締役の長澤昭が神戸店の店長に着任。若い女性に人気のDCブランドの扱いがなく、長年投資されず内装に見劣りが生じていることを指摘。神戸にふさわしい、山の手感覚にあふれた洗練された店舗へと全面改装を行い、1987年3月5日にオープンした。増床を伴わないリニューアルの成功は、当時の百貨店としてはまれな例である。同年7月には駐車場を増築し、収容台数を700台に増やした。ターミナル駅からはやや離れており、高級店を指向する同店には大きく寄与した。これに先立ち、3月1日には隣接地にあり大丸が倉庫や従業員施設として使用してきた旧居留地38番館にサザビーズによる複合店舗「リブ・ラブ・ウエスト」オープン。1991年には、大興ビルにポロ・ラルフ・ローレンのショップを開設するなど、歴史的景観を生かした旧居留地の開発を進めている。1993年4月28日には、前年にオープンした神戸ハーバーランドに対応するため南側社有地に地下2階・地上9階、11,400m2を増築。既存部分を合わせた総面積は約49,000m2で、神戸で最大の百貨店となった。

### 阪神・淡路大震災による被災と復興
1995年（平成7年）1月17日早朝5時46分。六甲・淡路島断層帯を震源とする兵庫県南部地震が発生。1993年に増築した南側の被害は軽微であったが、旧館の損傷は深刻であった。2月1日、社長の下村正太郎は神戸店全従業員に対し、「大丸神戸店の灯は消さない!!」と題し、必ず営業再開する旨のメッセージを発信した。4月8日、補強工事の完了した西側・南側部分で営業再開。開店時には2500人の来店客が並んだ。従来の1/3程度の売り場規模となったが、復興に向かう市民に役立つ品など幅広い品ぞろえを目指し、喫茶室やレストランなど憩いの場となる空間も大きく取った。全面再建に際して、容積率の規制が懸念となった。1995年時点の建築基準法では従来の7階建てから5階建てに階数を減じる必要があり、営業面のみならず雇用にも影響が及ぶ。1995年4月に神戸市はこの土地に地区計画の適用を決める。8月には、大丸と隣接する三菱信託銀行を含めて特定街区とする方針を打ち出した。12月に、下村が手帳に書き留めた絵と言葉を元に、ガス灯のイラストに「THE LIGHTS NEVER GO OUT AT DAIMARU KOBE（大丸神戸店の灯は永遠に）」の文字を添えたシンボルマークを策定。1996年2月23日に起工式を行った。新築部分は地下2階・地上9階建。延床面積は34,000m2で、解体を免れた西側・南側と旧居留地38番館を合わせて被災前の営業面積45,259m2を確保した。当初は1997年4月オープンを予定していたが、大丸からJVに対し、3月2日オープンに向けた工期短縮の申し入れがあり、24時間体制の施工となった。1997年3月2日、震災から776日ぶりに全面営業再開。開店30分前には5000人の来店客が詰めかけ、開店を20分前倒しした。大丸神戸店の業績は大幅に回復し、1997年度の売上高は908億円となった。そごう神戸店は売場面積が15%縮小したこともあり、同時期の売上高は888億円であった。1970年以来27年ぶりに、神戸での「地域一番店」に返り咲いた。
この震災で、大丸の従業員3名と従業員の家族26名が亡くなった。

### 2000年代
2001年7月7日、神戸市営地下鉄海岸線開通。大丸の地下2階に、旧居留地・大丸前駅直結の出入り口が開設された。婦人服売り場を中心に震災復興後初の大規模リニューアルが行われ、同年8月から9月にかけて順次オープンした。2006年春、2007年春にも婦人服・婦人雑貨売り場を中心に、2012年春には食品フロアのリニューアルが行われている。

## 建築

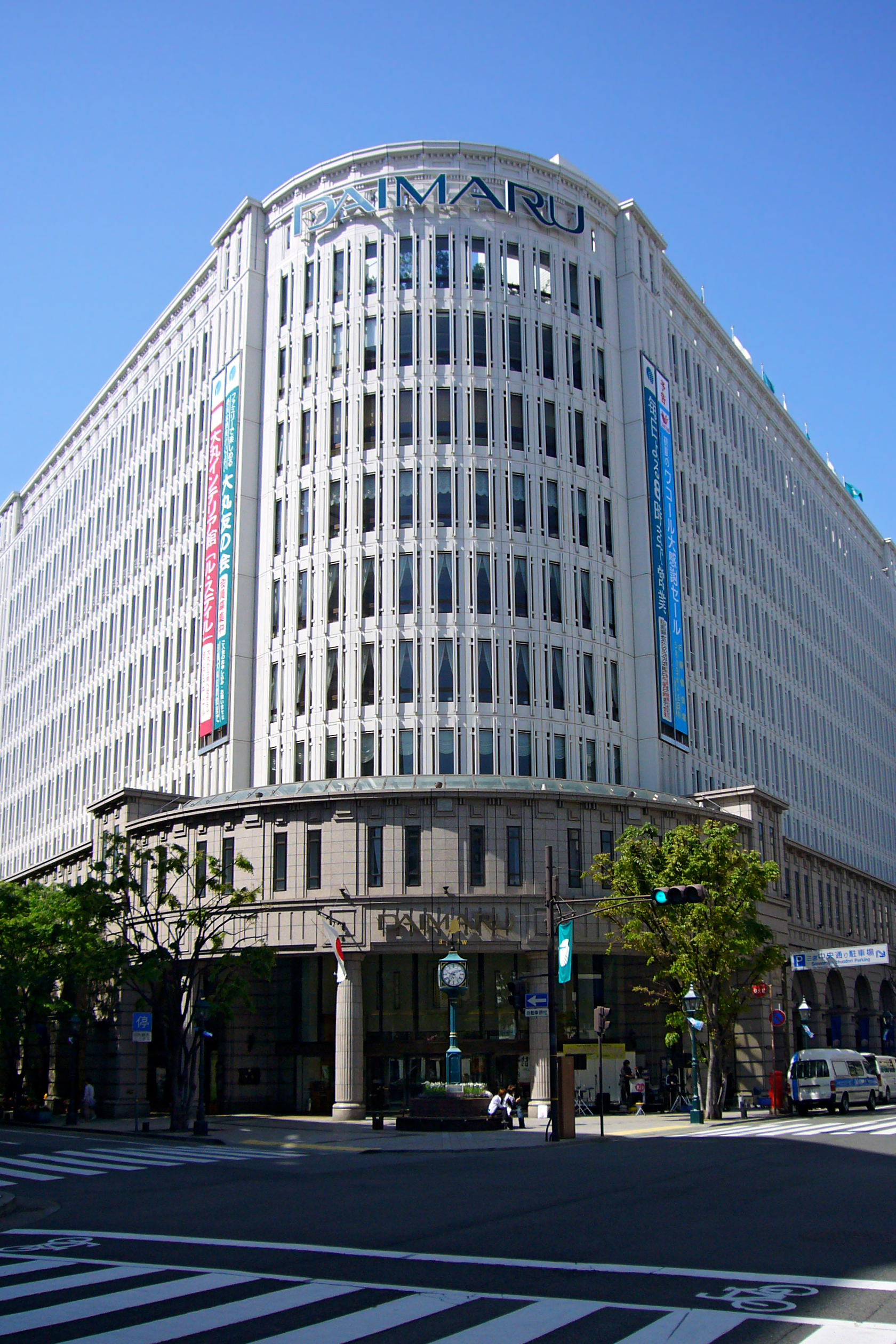
トアロード側より
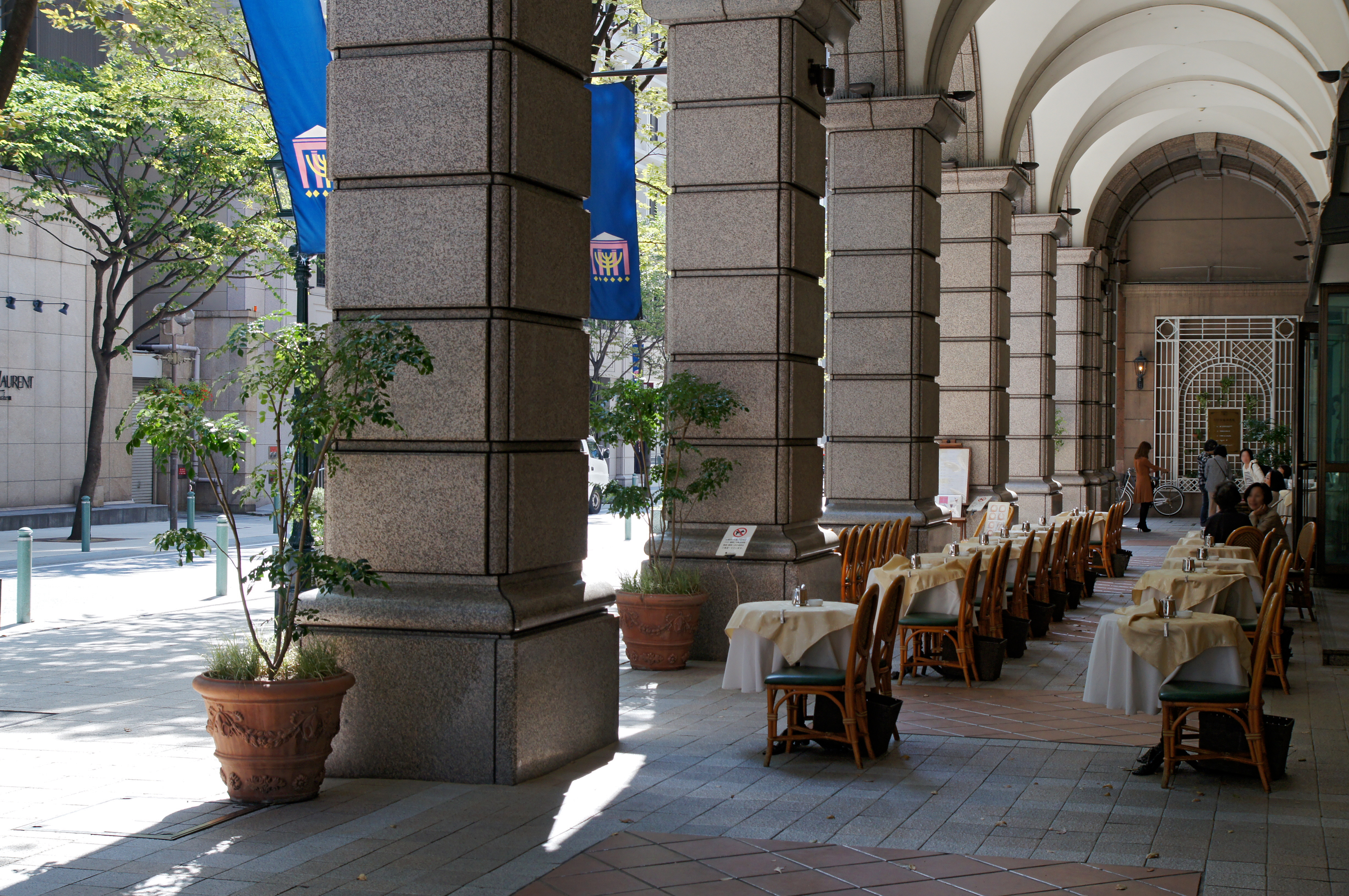
明石町筋側のコリドール
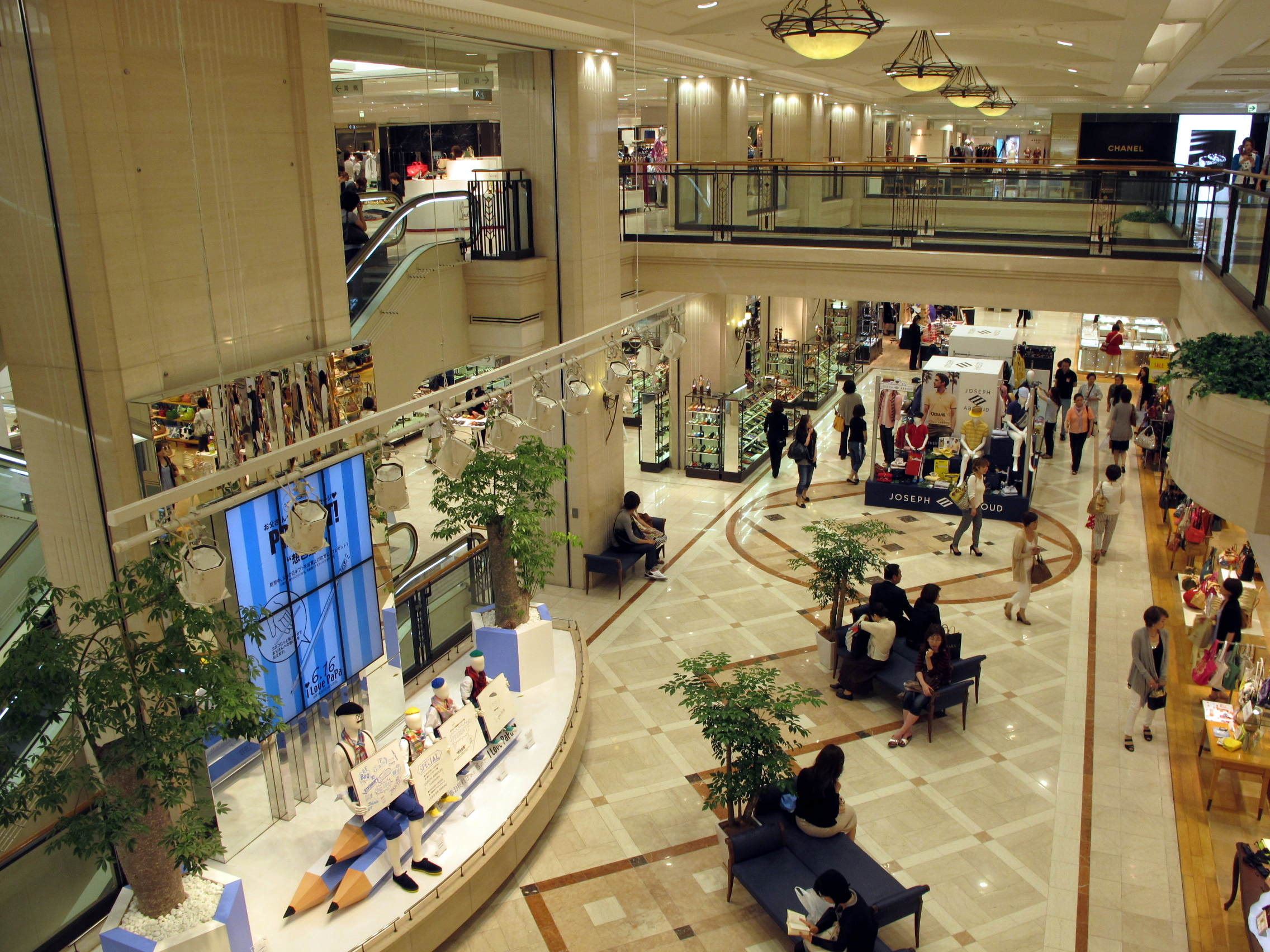
店内の吹き抜け
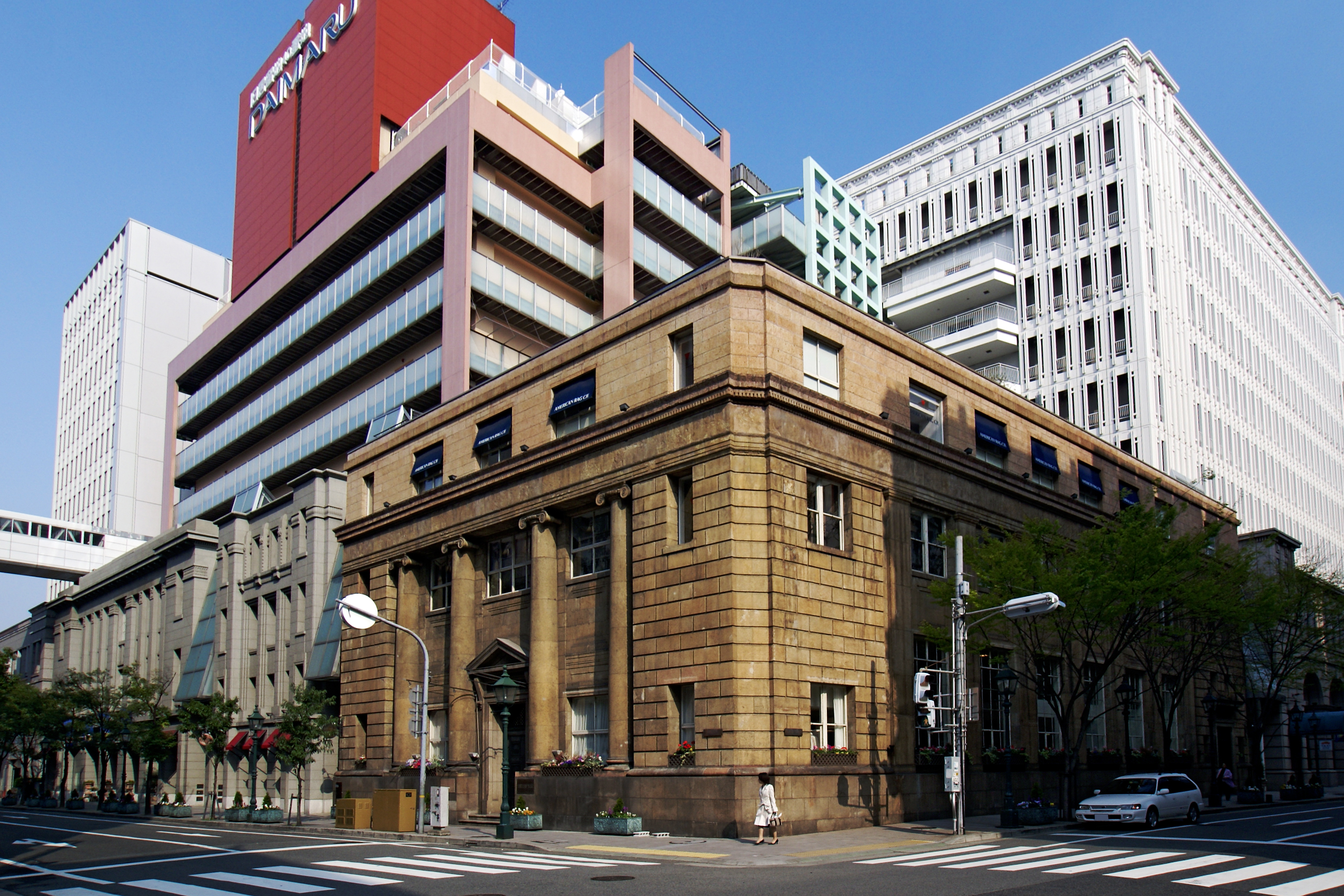
大丸の周辺店舗群の一つ、旧居留地38番館
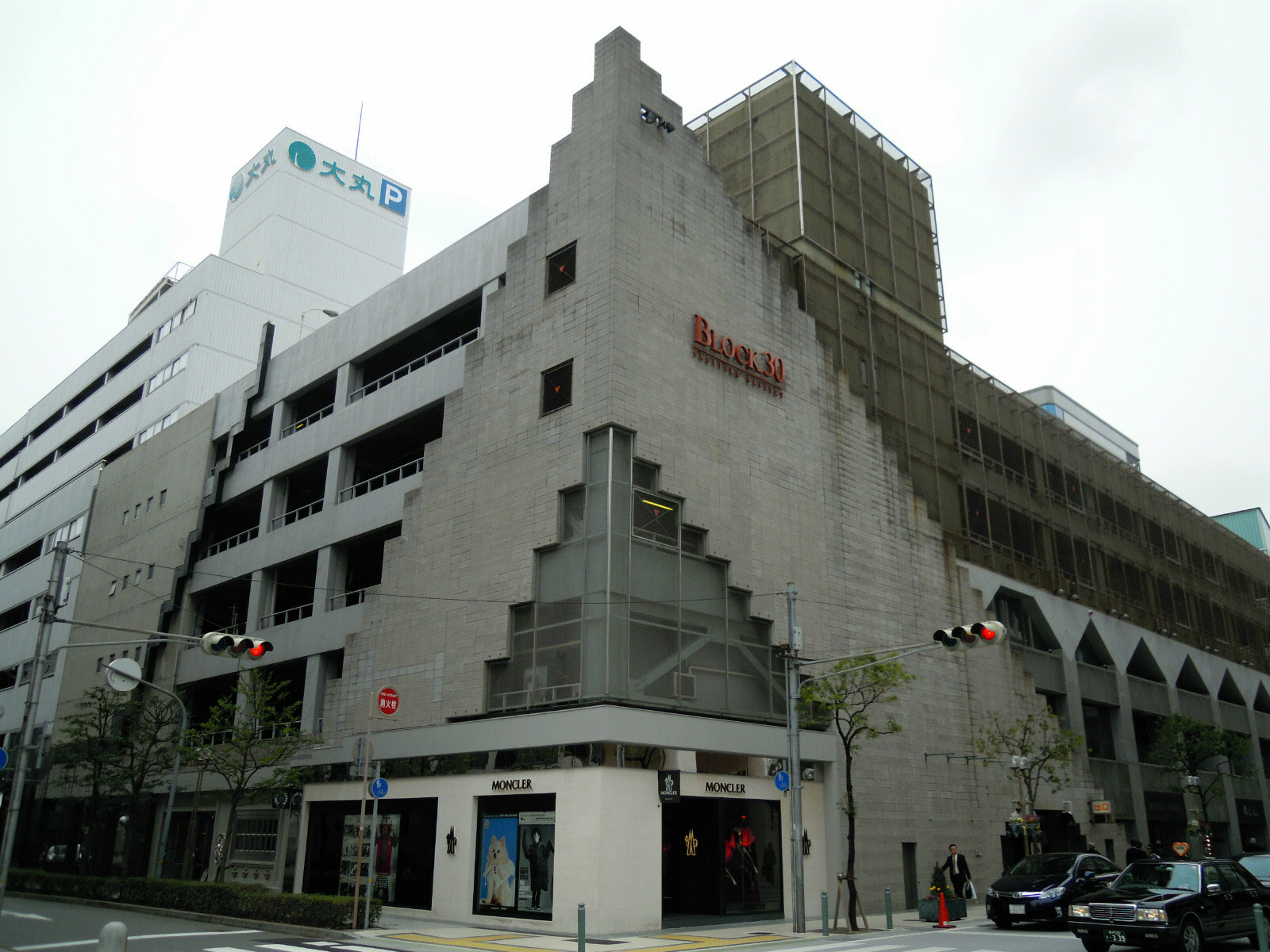
BLOCK30大丸カーポートにもブティックが営業している

1936年に完成した店舗は村野藤吾の設計で知られるが、阪神・淡路大震災による損傷が大きく、解体された。再建された神戸店は洋風のデザインで、店舗イメージは2003年に開業した札幌店にも踏襲されている。地下2階、地上10階建で、地下2階は化粧品や文房具、地下1階は食料品売場、1階は婦人雑貨、2階はディオールやティファニーなどの高級ブランド、3・4階は婦人服、5階は子供服や紳士カジュアル、ゴルフ用品、6階が紳士服、7階が呉服やリビング用品、8階が時計や宝飾品、9階には大丸ミュージアムとレストラン街が配置されている。10階にはピザハウスと屋上庭園「山の見える広場」があり、夏季にはビアガーデンが営業する。屋上のトアロード側には恵比須神社と稲荷神社が並んで祀られている。1階北側と南側にアーチ状のコリドールを設け、明石町筋に面した東側コリドールは、カフェのテラス席となっている。2001年に、地下2階から旧居留地・大丸前駅につながる出入口ができたものの、地下で大規模なターミナル駅に直結する構造ではなかったことから1階に重点を置いた売り場構成とした。本館以外に、旧居留地38番館やBLOCK30大丸カーポートをはじめ旧居留地に多くの周辺店舗を展開しているのも大きな特徴で、心斎橋店や京都店でも周辺店舗の手法を採り入れている。
（最新の売場構成はフロアガイドを参照）

## 業績
J.フロント_リテイリング株式会社第15期定時株主総会招集通知に記載された事業内容によると、2021年3月 - 2022年2月の大丸神戸店の売上高は701億60百万円、須磨店が65億49百万円、芦屋店は41億73百万円であった。神戸店の売上高は大丸各店の中では最大で、大丸松坂屋百貨店全体では松坂屋名古屋店の1039億84百万円に次いで2位である。神戸市内の日本百貨店協会加盟店は大丸神戸店・須磨店、神戸阪急、阪神百貨店御影店の4店舗であり、2021年4月 - 2022年3月の売上高は神戸阪急が285億73百万円、小型店の阪神御影店は5億9百万円であった。